# Pisa Sporting Club 1922-1923
Questa pagina raccoglie i dati riguardanti il Pisa Sporting Club nelle competizioni ufficiali della stagione 1922-1923.

## Stagione
Il Pisa debuttò in campionato alla seconda giornata, essendo stato rinviato l'incontro alla prima giornata contro il Petrarca per un disguido postale che aveva fatto sì che quattro giocatori nerazzurri fossero ancora sprovvisti di tessera. Il club ebbe un'ottima partenza vincendo sette partite consecutive e alla sesta giornata, nonostante la partita in meno, era in vetta alla classifica. Nelle successive tre partite conquistò solo un punto (pareggio con il Casale e sconfitte contro Inter e Sampierdarenese) concludendo il girone di andata al terzo posto staccata di quattro punti dalla capolista Sampierdarenese (ma con la partita contro il Petrarca ancora da recuperare).
Nel girone di ritorno il club accusò una notevole flessione perdendo le prime quattro partite e allontanandosi inesorabilmente dalla vetta. Chiuse al quarto posto, staccata di undici punti dalla Pro Vercelli vincitrice del girone.

## Rosa
| N. |                   | Ruolo | Calciatore           |
| -- | ----------------- | ----- | -------------------- |
|    | Italia (bandiera) | P     | Angelo Bedini        |
|    | Italia (bandiera) | P     | Mario Gianni         |
|    | Italia (bandiera) | D     | Renato Bartoletti    |
|    | Italia (bandiera) | D     | Alberto Bracci       |
|    | Italia (bandiera) | D     | Vasco Giani          |
|    | Italia (bandiera) | D     | Giorgi               |
|    | Italia (bandiera) | D     | Luigi Giuntoli       |
|    | Italia (bandiera) | D     | Alessandro Grassini  |
|    | Italia (bandiera) | D     | Ivano Guerrini       |
|    | Italia (bandiera) | C     | Enrico Colombari     |
|    | Italia (bandiera) | C     | Guglielmo Tornabuoni |

| N. |                   | Ruolo | Calciatore          |
| -- | ----------------- | ----- | ------------------- |
|    | Italia (bandiera) | C     | Riccardo Tornabuoni |
|    | Italia (bandiera) | C     | Gastone Novelli     |
|    | Italia (bandiera) | A     | Giuseppe Bossalino  |
|    | Italia (bandiera) | A     | Giuseppe Bazzell    |
|    | Italia (bandiera) | A     | Nicola Corsetti     |
|    | Italia (bandiera) | A     | Marino Favati       |
|    | Italia (bandiera) | A     | Ugo Gnerucci        |
|    | Italia (bandiera) | A     | Alberto Merciai     |
|    | Italia (bandiera) | A     | Giovanni Moscardini |
|    | Italia (bandiera) | A     | Danilo Sbrana       |

## Risultati

### Prima Divisione

#### Girone A Lega Nord

##### Girone di andata
| Pisa 13 maggio 1923 1ª giornata | Pisa | 2 – 0 A tav. per forfait | Petrarca | Arena Garibaldi |

| Arbitro: | Majani (Torino) |

|             |           |                 |
| Morandi 22’ | Marcatori | 20’, 75’ Sbrana |

| Arbitro: | Vagge (Genova) |

|                              |           |                |
| Colombari 7’ Corsetti II 70’ | Marcatori | 24’ Rampini II |

| Arbitro: | Olivari (Genova) |

|                                      |           |               |
| Corsetti II 49’ (rig.) Guerrieri 90’ | Marcatori | 5’ Martin III |

| Arbitro: | Enrietti (Torino) |

|                              |           |                                                |
| Basso 66’ Poggi I 90’ (rig.) | Marcatori | 35’ Merciai 55’, 82’ Corsetti II 57’ Guerrieri |

| Torino 19 novembre 1922 6ª giornata | US Torinese     | 0 – 2 A tav. | Pisa | \| Arbitro: \| Grossi (Milano) \| |
| Arbitro:                            | Grossi (Milano) |              |      |                                   |

| Milano 28 gennaio 1923 7ª giornata | Inter               | 2 – 0 A tav. | Pisa | Campo di via Goldoni\| Arbitro: \| Sanguineti (Genova) \| |
| Arbitro:                           | Sanguineti (Genova) |              |      |                                                           |

| Arbitro: | Merani (La Spezia) |

|               |           |  |
| Colombari 43’ | Marcatori |  |

| Arbitro: | Katz (Parma) |

|                                             |           |           |
| Corsetti II 29’ Sbrana 35’, 71’ Merciai 75’ | Marcatori | 55’ Manna |

| Arbitro: | Canestrini (Novara) |

|                     |           |  |
| Bussich 4’ Mura 90’ | Marcatori |  |

| Arbitro: | Ortali (Bologna) |

|                       |           |                       |
| Merciai 2’ Sbrana 68’ | Marcatori | 7’ Gallino 52’ Mattea |

##### Girone di ritorno
| Arbitro: | Pasquinelli (Bologna) |

|                              |           |             |
| Guarnieri I 35’ Gallo II 89’ | Marcatori | 46’ Merciai |

| Arbitro: | Dani (Genova) |

|  |           |                                  |
|  | Marcatori | 41’ Bernardi II 70’ Chiecchi III |

| Arbitro: | Venegoni (Legnano) |

|                                |           |                  |
| Gay II 48’ Rampini II 58’, 75’ | Marcatori | 69’ Tornabuoni I |

| Arbitro: | Dani (Genova) |

|                                                                             |           |                |
| Mosso III 10’, 39’, 41’ Falchi 19’ Guerrieri 67’ (aut.) Giuntoli 75’ (aut.) | Marcatori | 8’ Corsetti II |

| Arbitro: | Faini (Genova) |

|                                                                           |           |           |
| Sbrana 8’, 83’, 86’ (rig.) Merciai 21’ Colombari 42’, 66’ Corsetti II 68’ | Marcatori | 47’ Verna |

| Arbitro: | Gaudenzi (Milano) |

|                                                 |           |  |
| Sbrana 30’ (rig.) Guerrieri 48’ Corsetti II 55’ | Marcatori |  |

| Arbitro: | Pinasco (Sestri Ponente) |

|                        |           |                                    |
| Favati 27’ Merciai 42’ | Marcatori | 47’ Aliatis ?’ (rig.) Cevenini III |

| Arbitro: | Turra (Padova) |

|                         |           |               |
| Sarasso 26’ Baviera 57’ | Marcatori | 67’ Colombari |

| Arbitro: | Bertazzoni (Modena) |

|                                       |           |            |
| Agostinelli 25’, 48’ Barbieri III 89’ | Marcatori | 47’ Sbrana |

| Arbitro: | Ortali (Bologna) |

|                                                                 |           |  |
| Bazzell 31’ Grassi 49’ (aut.) Merciai 57’ Favati 65’ Sbrana 75’ | Marcatori |  |

| Casale Monferrato 6 maggio 1923 22ª giornata | Casale           | 0 – 0 | Pisa | Stadio Natale Palli\| Arbitro: \| Zennaro (Genova) \| |
| Arbitro:                                     | Zennaro (Genova) |       |      |                                                       |

## Statistiche

### Statistiche di squadra
| Competizione    | Punti | In casa | In casa | In casa | In casa | In casa | In casa | In trasferta | In trasferta | In trasferta | In trasferta | In trasferta | In trasferta | Totale | Totale | Totale | Totale | Totale | Totale | DR  |
| Competizione    | Punti | G       | V       | N       | P       | Gf      | Gs      | G            | V            | N            | P            | Gf           | Gs           | G      | V      | N      | P      | Gf     | Gs     | DR  |
| --------------- | ----- | ------- | ------- | ------- | ------- | ------- | ------- | ------------ | ------------ | ------------ | ------------ | ------------ | ------------ | ------ | ------ | ------ | ------ | ------ | ------ | --- |
| Prima Divisione | 25    | 11      | 8       | 2       | 1       | 30      | 10      | 11           | 3            | 1            | 7            | 13           | 23           | 22     | 11     | 3      | 8      | 43     | 33     | +10 |

### Statistiche dei giocatori
| Giocatore          | Prima Divisione | Prima Divisione |
| Giocatore          | Presenze        | Reti            |
| ------------------ | --------------- | --------------- |
| R. Bartoletti (II) | 3               | 0               |
| G. Bazzell         | 3               | 1               |
| A. Bedini          | 5               | -5              |
| G. Bossalino       | 1               | 0               |
| A. Bracci          | 13              | 0               |
| E. Colombari       | 21              | 5               |
| N. Corsetti        | 14              | 8               |
| M. Favati          | 20              | 2               |
| V. Giani           | 19              | 0               |
| M. Gianni          | 17              | -26             |
| Giorgi             | 2               | 0               |
| L. Giuntoli        | 16              | 0               |
| U. Gnerucci        | 5               | 0               |
| A. Grassini        | 3               | 0               |
| Guerrieri          | 16              | 3               |
| A. Merciai         | 20              | 7               |
| G. Moscardini      | 2               | 0               |
| G. Novelli (I)     | 5               | 0               |
| D. Sbrana          | 17              | 11              |
| G. Tornabuoni (I)  | 18              | 1               |
| R. Tornabuoni (II) | 11              | 0               |